# Oudewijvenkoek

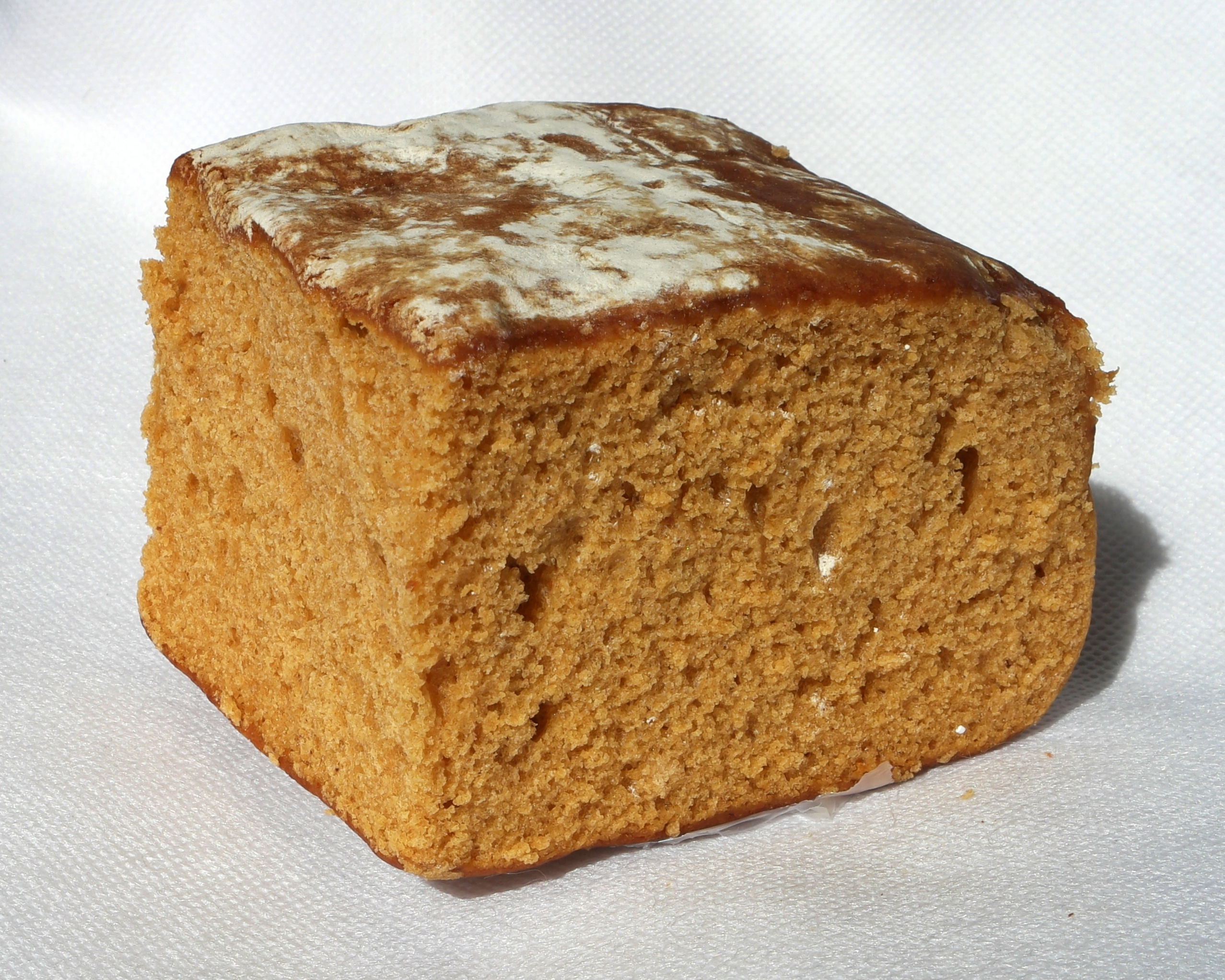
Kawałek „ciasta starych kobiet”

Oudewijvenkoek („ciasto starych kobiet”) – tradycyjne holenderskie bardzo miękkie ciasto typu ontbijtkoek o jasnobrązowym kolorze, lekko aromatyzowane anyżem, które zawdzięcza swoją nazwę temu, że może być z łatwością jedzone nawet przez starsze panie z nie najlepszym stanem uzębienia.
Ciasto pochodzi z Groningen, gdzie bywa nazywane Olwief lub Oal Wief.
Jego podstawowymi składnikami są: mąka żytnia, mąka pszenna, brązowy cukier, przyprawy korzenne (cynamon, kolendra), proszek do pieczenia i jaja.
W sklepach piekarniczych dostępny jest również wariant z rodzynkami. Do ciasta można też dodać startą skórkę pomarańczy lub cytryny. W supermarketach można kupić głównie ciasto bez dodatków.
Po upieczeniu i ostudzeniu, zostaje pokrojone na grube plasterki i jest podawane do kawy lub herbaty. Plastry posmarowane masłem są też spożywane na śniadanie. Wypiek jest tak miękki, że można go jeść nawet nie mając zębów.